# Karl Křitek
Karl Křitek (1861. október 24. – 1928. szeptember 3.) császári és királyi vezérezredes.

## Élete

### Ifjúkora
Křitek 1861-ben született a dalmáciai Split (régiesebb nevén Spalato) városában. Édesapja császári és királyi főhadbiztos volt, feltehetően így került később Křitek is katonai pályára. A népiskolát és az algimnáziumot Bécsben végezte, majd a sankt pölteni katonai kollégium első évfolyamán tanult (1874-1875). később a Bécsújhelyi Katonai Akadémia (1876-1879), majd a Bécsi Hadiiskola (1882-1884) növendéke volt.

### Katonai szolgálata

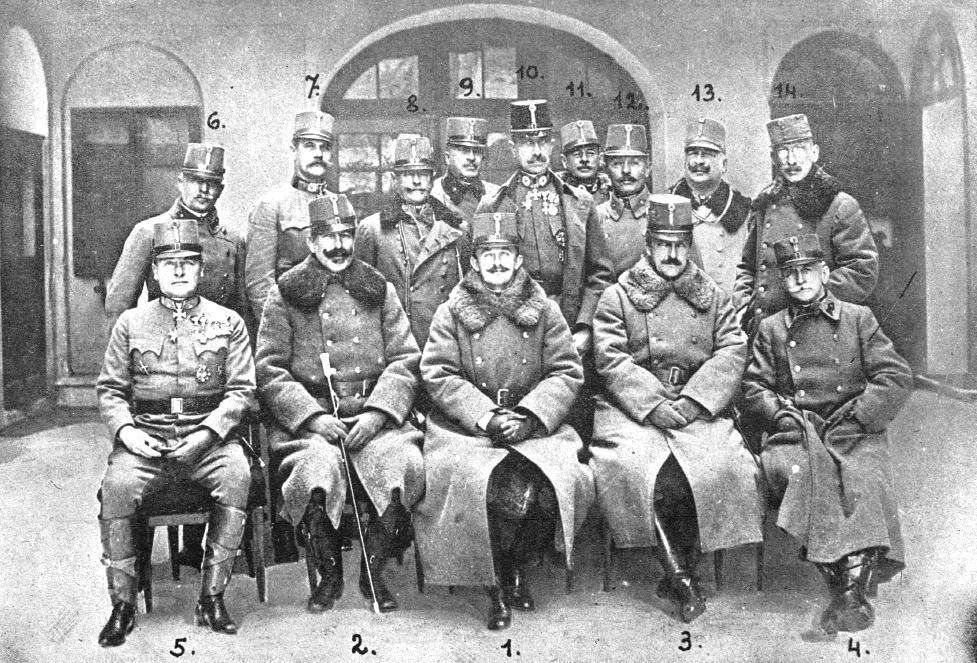
Osztrák̠magyar tábornokok között a képen szereplő 7-es számmal jelölt Karl Křitek

1879-ben hadnaggyá nevezték ki az 52. gyalogezredben, 1884-től a 40. gyalogdandár vezérkari tisztje, főhadnagy. 1900-ban ezredessé nevezték ki. Az első világháború kitörését követően az orosz frontra kerül a 26. Landwehr gyaloghadosztály parancsnokaként. 1914 szeptemberében gyalogsági tábornokká nevezik ki. 1916-ig a 17. hadtest parancsnoka az orosz fronton, 1916-tól pedig ugyanezen hadtest parancsnoka az olasz fronton. 1917-ben vezérezredessé léptetik elő. 1918 első felében alkalmazás nélküli, rendelkezési állományba kerül, majd decemberben nyugdíjazzák.

### A háború után
A nemesi címet visszautasította.
1928-ban hunyt el, a bécsi Ober St. Veit temetőjében nyugszik.

### Kitüntetései

#### Hazai kitüntetései
| - Jubileumi Emlékérem a fegyveres erő számára 1898 (1898) - Osztrák Császári Vaskorona-rend 3. osztálya (1904) - Katonai Tiszti Szolgálati Jel 3. osztálya (1904) - Katonai Jubileumi Kereszt 1908 (1908) - Osztrák Császári Lipót-rend lovagkeresztje (1912) - Katonai Tiszti Szolgálati Jel 2. osztálya (1914) - Osztrák Császári Lipót-rend parancsnoki keresztje (1914) | - Osztrák Császári Vaskorona-rend 1. osztálya (1915) - Vöröskereszt I. osztályú Díszjelvénye (1915) - Osztrák Császári Lipót-rend 1. osztálya (1917) - Katonai Érdemkereszt 1. osztálya (1917) - Osztrák Császári Lipót-rend parancsnoki keresztje - Katonai Tiszti Szolgálatai Jel 1. osztálya |

#### Külföldi kitüntetései
- Bolgár Katonai Érdemrend nagykeresztje (1913)
- Bajor Katonai Érdemrend 1. osztálya (1913)
- Német Vaskereszt 2. osztálya (1915)
- Német Vaskereszt 1. osztálya (1916)
- Bajor Katonai Érdemrend nagykeresztje kardokkal (1918)
- Porosz Vörös Sas-rend nagykeresztje kardokkal (1918)